# 浅川町

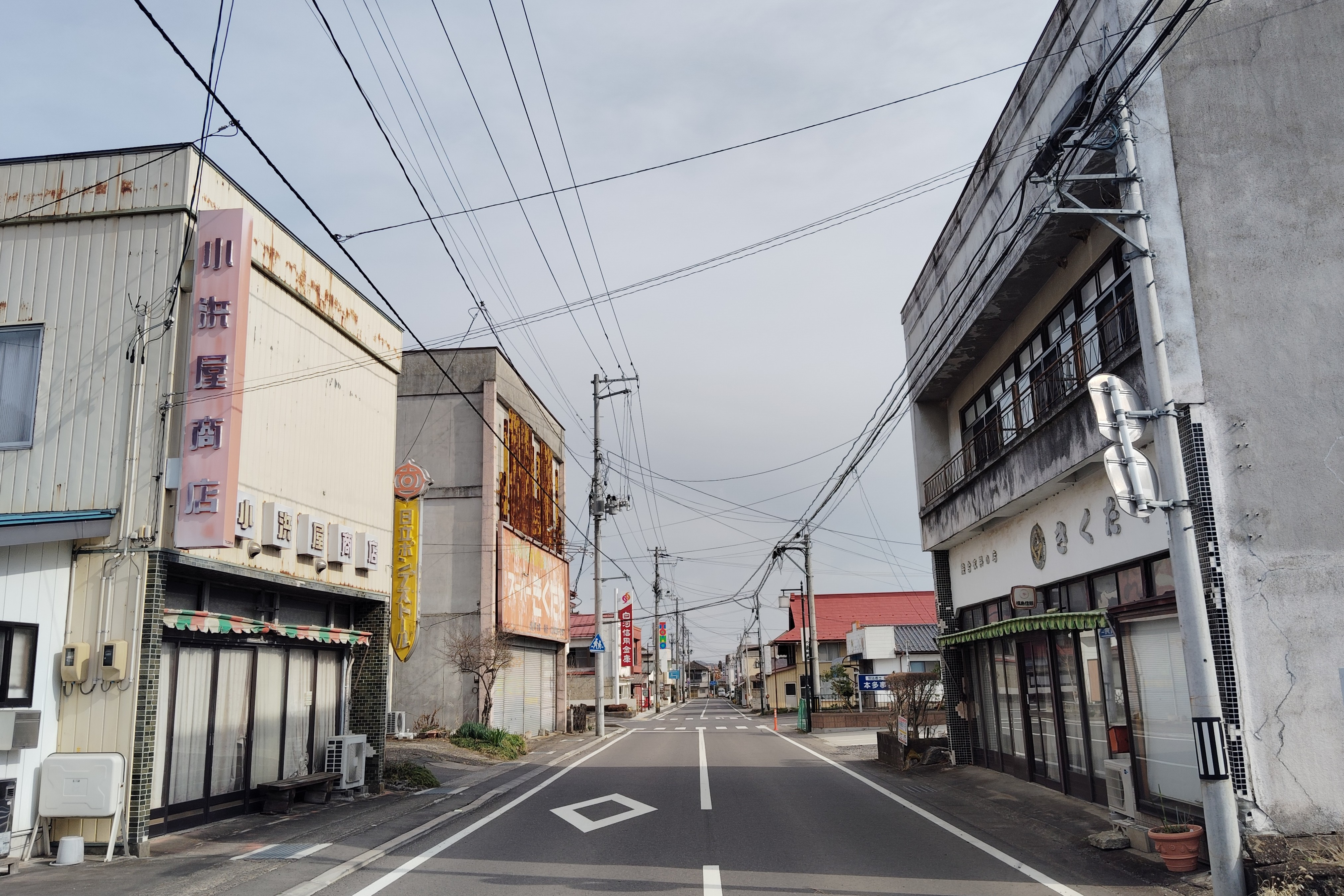
本町通り

浅川町（あさかわまち）は、福島県石川郡に属する町。中通り南部に位置する。

## 地理
中通りの南部に位置し、阿武隈山系の雄大な自然と田園風景に囲まれている。
山岳
- 城山 - 標高408メートル。

河川
- 社川 - 阿武隈川の支流。

### 隣接する自治体
- 白河市
- 石川郡石川町
- 東白川郡棚倉町
- 東白川郡鮫川村

### 人口
| 浅川町（に相当する地域）の人口の推移 \| 1970年（昭和45年） \| 7,837人 \| \| \| 1975年（昭和50年） \| 7,467人 \| \| \| 1980年（昭和55年） \| 7,488人 \| \| \| 1985年（昭和60年） \| 7,621人 \| \| \| 1990年（平成2年） \| 7,727人 \| \| \| 1995年（平成7年） \| 7,625人 \| \| \| 2000年（平成12年） \| 7,484人 \| \| \| 2005年（平成17年） \| 7,272人 \| \| \| 2010年（平成22年） \| 6,888人 \| \| \| 2015年（平成27年） \| 6,577人 \| \| \| 2020年（令和2年） \| 6,036人 \| \| |         |  |
| 総務省統計局 国勢調査より |         |  |
| 1970年（昭和45年） | 7,837人 |  |
| 1975年（昭和50年） | 7,467人 |  |
| 1980年（昭和55年） | 7,488人 |  |
| 1985年（昭和60年） | 7,621人 |  |
| 1990年（平成2年） | 7,727人 |  |
| 1995年（平成7年） | 7,625人 |  |
| 2000年（平成12年） | 7,484人 |  |
| 2005年（平成17年） | 7,272人 |  |
| 2010年（平成22年） | 6,888人 |  |
| 2015年（平成27年） | 6,577人 |  |
| 2020年（令和2年） | 6,036人 |  |

## 歴史
- 1889年（明治22年）4月1日 - 町村制施行に伴い、浅川村・滝輪村・染村・福貴作村・畑田村・東大畑村・里白石村・中里村・松野入村・大草村・根岸村・袖山村・蓑輪村の区域をもって石川郡浅川村が発足。
- 1934年（昭和9年）12月4日 - 水郡線の磐城棚倉駅から川東駅間が開業。
- 1935年（昭和10年）8月1日 - 浅川村が町制施行して浅川町が発足。
- 1953年（昭和28年） - 国道118号が制定。
- 1954年（昭和29年）10月1日 - 浅川町と山白石村が合併し、改めて浅川町が発足。
- 1955年（昭和30年）8月20日 - 東村の一部を編入。

### 行政区域の変遷
- 変遷の年表

| 浅川町町域の変遷（年表） | 浅川町町域の変遷（年表） | 浅川町町域の変遷（年表） |
| 年                       | 月日                     | 現浅川町町域に関連する行政区域変遷 |
| ------------------------ | ------------------------ | --- |
| 1889年（明治22年）       | 4月1日                   | 町村制施行により、以下の村が発足。 - 石川郡 - 浅川村 ← 浅川村・滝輪村・染村・福貴作村・畑田村・東大畑村・里白石村・中里村・ 松野入村・大草村・根岸村・袖山村・簑輪村 - 山橋村 ← 山形村・板橋村・南山形村・北山形村・山白石村 - 西白河郡 - 小野田村 ← 小貫村・太田輪村・上野出島村・下野出島村 |
| 1893年（明治26年）       | 2月3日                   | 山橋村の一部（山白石）が分立し山白石村が発足。 |
| 1935年（昭和10年）       | 7月1日                   | 浅川村が町制施行して浅川町となる。 |
| 1954年（昭和29年）       | 10月1日                  | 山白石村が浅川町と合併し浅川町が発足。 |
| 1955年（昭和30年）       | 3月1日                   | 小野田村が釜子村と合併して東村が発足。小野田村は消滅。 |
| 1955年（昭和30年）       | 8月20日                  | 東村の一部（小貫・太田輪）が浅川町に編入。 |

- 変遷表

| 浅川町町域の変遷表 | 浅川町町域の変遷表 | 浅川町町域の変遷表 | 浅川町町域の変遷表  | 浅川町町域の変遷表 | 浅川町町域の変遷表          | 浅川町町域の変遷表                                     | 浅川町町域の変遷表 | 浅川町町域の変遷表 |
| 1868年 以前        | 1868年 以前        | 1868年 以前        | 明治元年 – 明治22年 | 明治22年 4月1日    | 明治22年 - 昭和64年         | 明治22年 - 昭和64年                                    | 平成元年 - 現在    | 現在               |
| ------------------ | ------------------ | ------------------ | ------------------- | ------------------ | --------------------------- | ------------------------------------------------------ | ------------------ | ------------------ |
| 石川郡             |                    | 浅川村             | 浅川村              | 浅川村             | 昭和10年7月1日 町制         | 昭和29年7月1日 浅川町                                  | 浅川町             | 浅川町             |
| 石川郡             | 滝輪村             |                    |                     | 浅川村             | 昭和10年7月1日 町制         | 昭和29年7月1日 浅川町                                  | 浅川町             | 浅川町             |
| 石川郡             | 染村               |                    |                     | 浅川村             | 昭和10年7月1日 町制         | 昭和29年7月1日 浅川町                                  | 浅川町             | 浅川町             |
| 石川郡             | 福貴作村           |                    |                     | 浅川村             | 昭和10年7月1日 町制         | 昭和29年7月1日 浅川町                                  | 浅川町             | 浅川町             |
| 石川郡             | 畑田村             |                    |                     | 浅川村             | 昭和10年7月1日 町制         | 昭和29年7月1日 浅川町                                  | 浅川町             | 浅川町             |
| 石川郡             |                    | 大畑村             | 明治元年 東大畑村   | 浅川村             | 昭和10年7月1日 町制         | 昭和29年7月1日 浅川町                                  | 浅川町             | 浅川町             |
| 石川郡             | 里白石村           |                    |                     | 浅川村             | 昭和10年7月1日 町制         | 昭和29年7月1日 浅川町                                  | 浅川町             | 浅川町             |
| 石川郡             | 中里村             |                    |                     | 浅川村             | 昭和10年7月1日 町制         | 昭和29年7月1日 浅川町                                  | 浅川町             | 浅川町             |
| 石川郡             | 松野入村           |                    |                     | 浅川村             | 昭和10年7月1日 町制         | 昭和29年7月1日 浅川町                                  | 浅川町             | 浅川町             |
| 石川郡             | 大草村             |                    |                     | 浅川村             | 昭和10年7月1日 町制         | 昭和29年7月1日 浅川町                                  | 浅川町             | 浅川町             |
| 石川郡             | 根岸村             |                    |                     | 浅川村             | 昭和10年7月1日 町制         | 昭和29年7月1日 浅川町                                  | 浅川町             | 浅川町             |
| 石川郡             | 袖山村             |                    |                     | 浅川村             | 昭和10年7月1日 町制         | 昭和29年7月1日 浅川町                                  | 浅川町             | 浅川町             |
| 石川郡             | 簑輪村             |                    |                     | 浅川村             | 昭和10年7月1日 町制         | 昭和29年7月1日 浅川町                                  | 浅川町             | 浅川町             |
| 石川郡             |                    | 山白石村           | 山白石村            | 山橋村の一部       | 明治26年2月3日 山白石村分立 | 昭和29年7月1日 浅川町                                  | 浅川町             | 浅川町             |
| 西白河郡           |                    | 大草村             | 大草村              | 小野田村の一部     | 小野田村の一部              | 昭和30年3月1日 東村の一部 昭和30年8月20日 浅川町に編入 | 浅川町             | 浅川町             |
| 西白河郡           | 袖山村             |                    |                     | 小野田村の一部     | 小野田村の一部              | 昭和30年3月1日 東村の一部 昭和30年8月20日 浅川町に編入 | 浅川町             | 浅川町             |

## 行政
町長
- 須藤一夫（すとう いつお） - 2006年11月1日選出、2期目
- 江田文男（えだ ふみお） - 2022年10月26日選出、2期目[4]、現職[5]

## 経済
- 総人口 - 6,036人（2020年10月現在）[6]
- 世帯数 - 2,055世帯（2024年1月現在）[7]
- 年少（15歳未満）人口率 - 15.9％（2005年）
- 高齢（65歳以上）人口率 - 23.7％（2005年）
- 昼間人口 - 6,407人（2000年）
- 労働力人口 - 4,016人（2000年）
- 第1次産業就業者数 - 510人（2000年）
- 第2次産業就業者数 - 1,921人（2000年）
- 第3次産業就業者数 - 1,444人（2000年）
- 農業産出額 - 1,660百万円（2004年）
- 製造品出荷額等 - 24,480百万円（2004年）
- 商業年間商品販売額 - 3,824百万円（2003年）

出典
1. 総務省統計局『統計で見る市区町村のすがた2007』2007年

## 教育

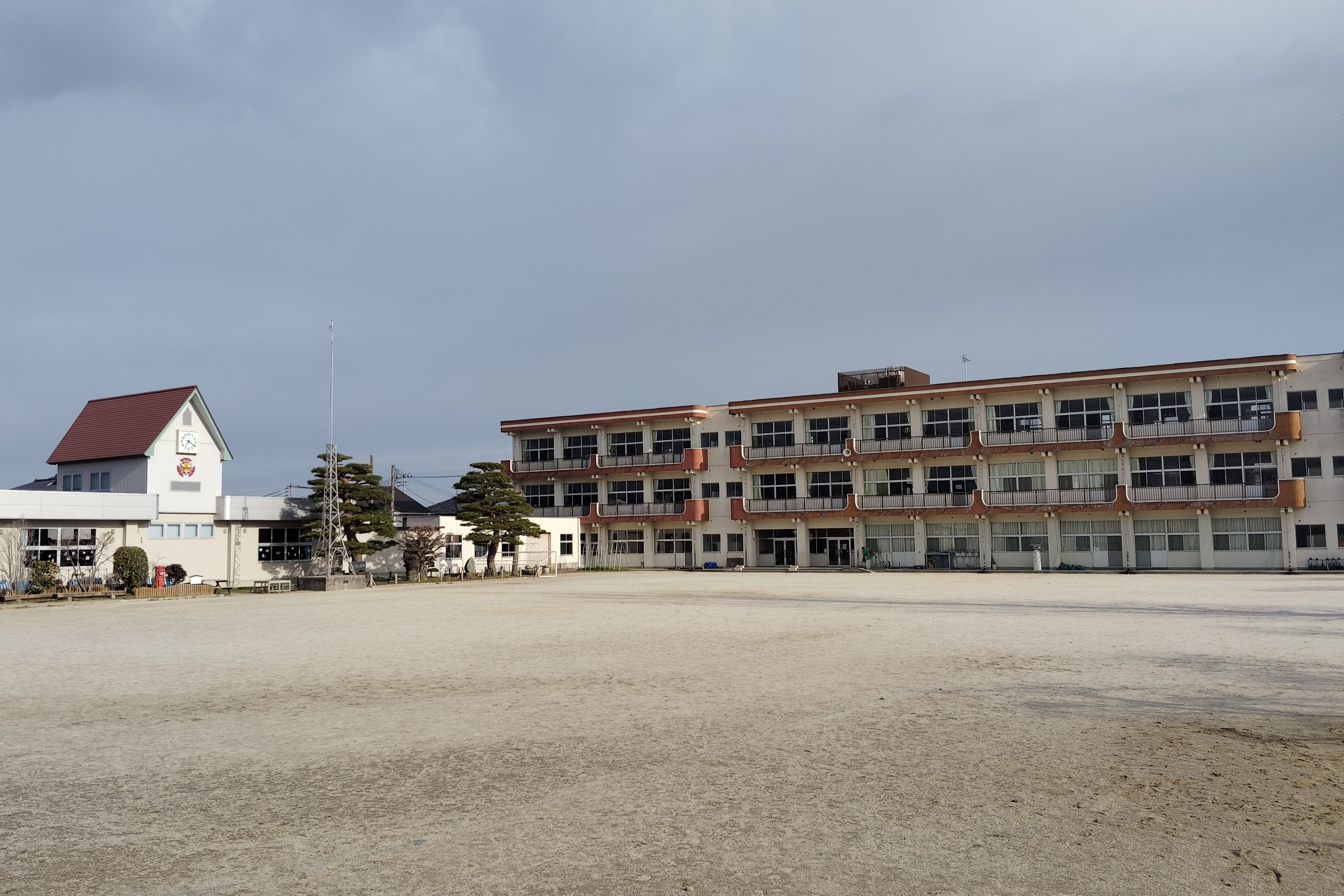
浅川町立浅川小学校

### 中学校
- 浅川町立浅川中学校

### 小学校
- 浅川町立浅川小学校

### 図書館

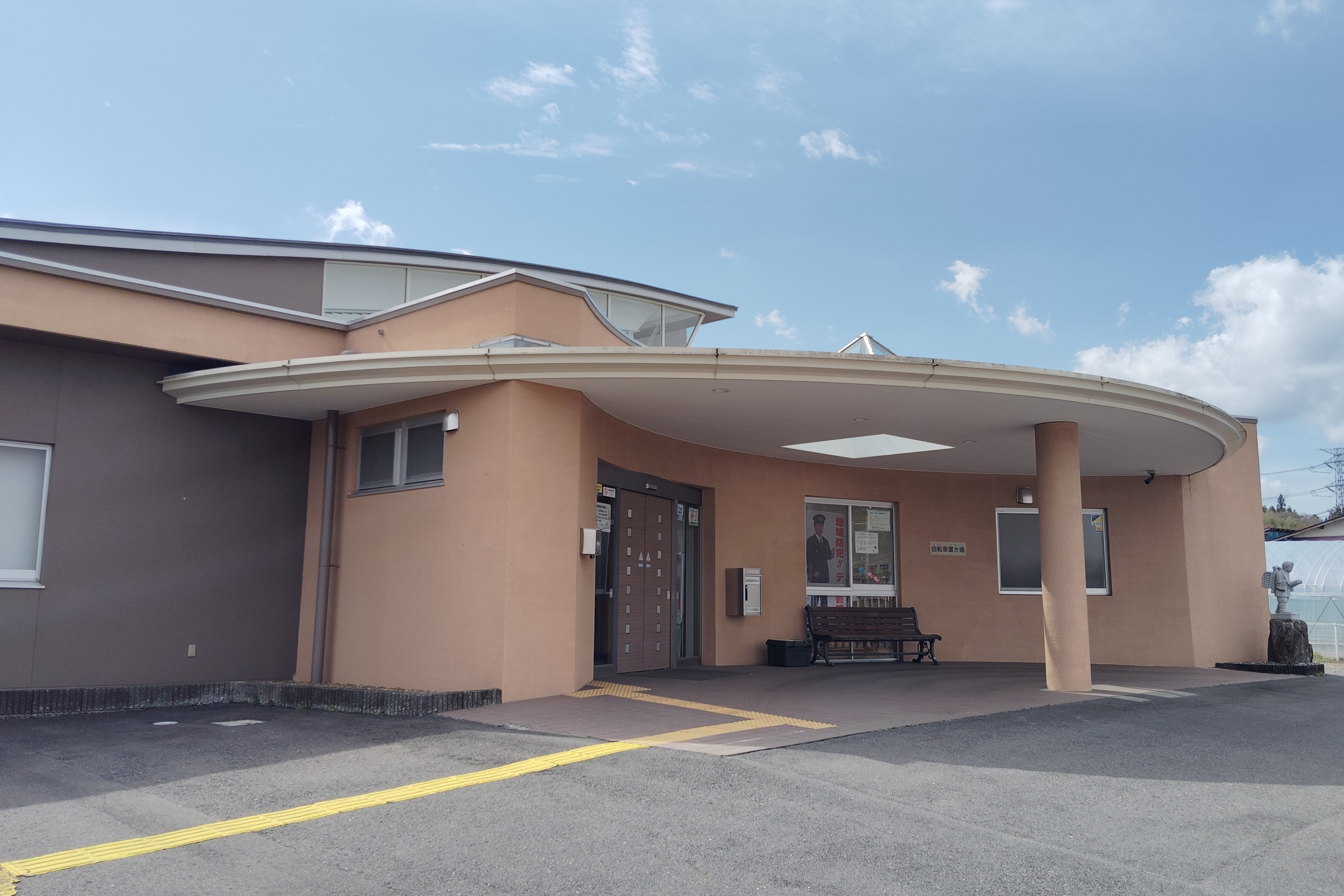
浅川町立あさかわ図書館

- 浅川町立あさかわ図書館

## 交通

### 鉄道

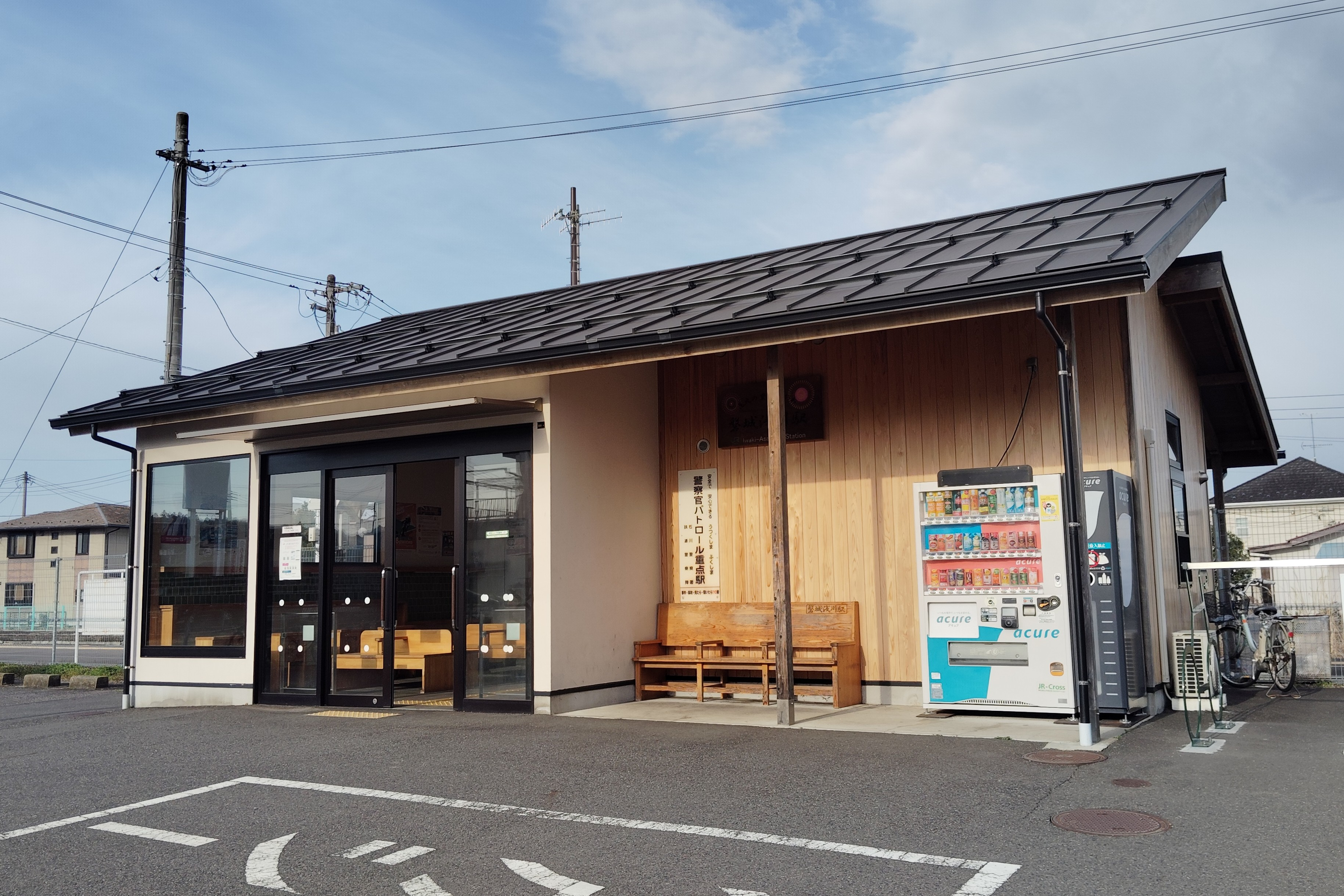
磐城浅川駅

- 東日本旅客鉄道
  - 水郡線
    - 里白石駅 - 磐城浅川駅

### バス
かつては福島交通の路線バスがあったが、2018年（平成30年）に町内の路線は全廃された。コミュニティバス・デマンド型交通なども運行されていない。

### 道路
一般国道
- 国道118号

主要地方道
- 福島県道25号棚倉鮫川線
- 福島県道71号勿来浅川線
- 福島県道75号塙泉崎線

一般県道
- 福島県道178号磐城浅川停車場線
- 福島県道276号浅川古殿線
- 福島県道179号里白石停車場線
- 福島県道277号社田浅川線

## 名所・旧跡・観光スポット・祭事・催事

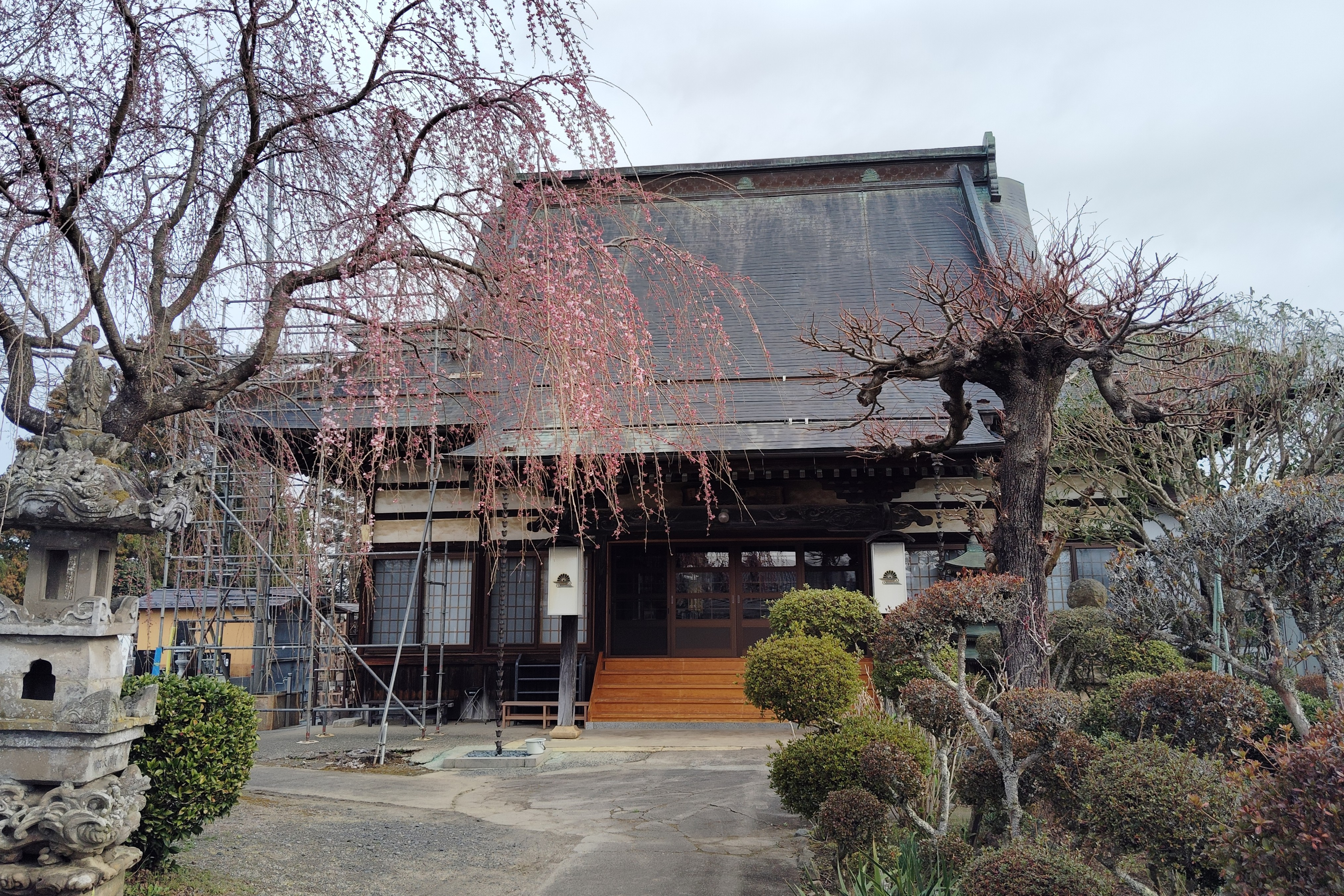
永昌寺

- 永昌寺 - 曹洞宗の寺院。嘉暦4年（1329年）建立の板碑は浅川町指定文化財。
- 慈眼寺 - 真言宗智山派の寺院。
- 白山比咩神社 - 浅川城跡の中腹にある神社。
- 浅川城跡 - 戦国時代の山城。
- 浅川座 - かつてあった芝居小屋・映画館。浪曲師の三波春夫は浅川座で名を上げ、興行主の貝山実吉を「第二の父」と慕った[8]。
- 浅川の花火 - 毎年8月には浅川町花火大会が行われる。福島県で最も歴史のある花火とされ、浅川町は「花火の里」として知られる[5][9]。約3万人もの人が訪れる中、数千発の花火が打ち上げられ、中でも城山の山頂で爆発させる「大地雷火」は圧巻である。

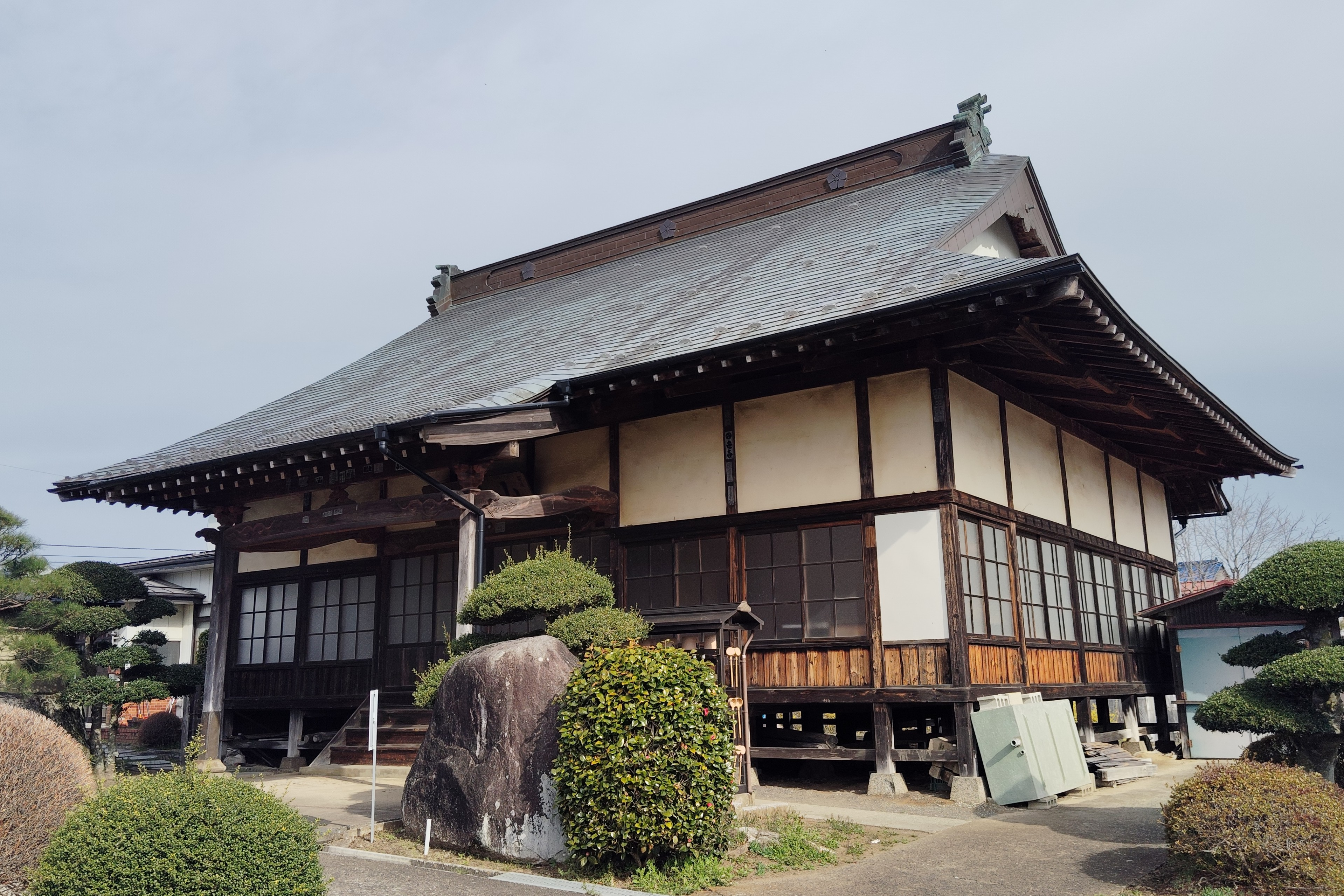
慈眼寺
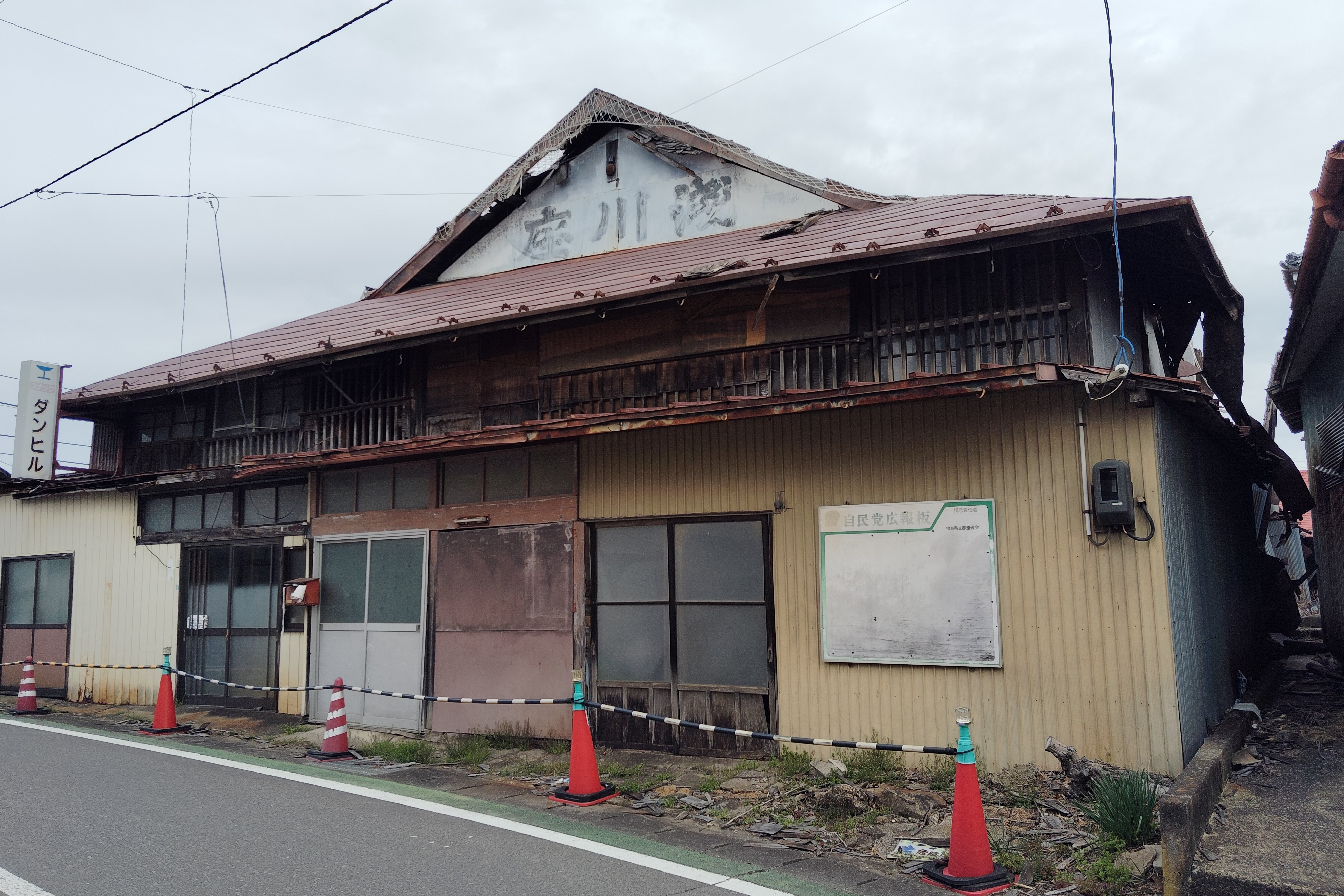
浅川座

## 出身有名人
- 吉田富三 - 病理学者。文化勲章。浅川町名誉町民[10]。
- 小林節子 - アナウンサー。
- 矢吹純 - プロボクサー。
- 岡田美智男 - 豊橋技術科学大学教授。
- 江田二三夫 - 漫画家。